# وحش فرانكنشتاين
وحش فرانكنشتاين هو الشخصية الرئيسية في رواية ماري ولستونكرافت شيلي فرانكنشتاين، النموذج الأولي لـ "العالم المجنون" الذي يخلق وحشًا يُقتل على يده في النهاية.

## فحوى القصة

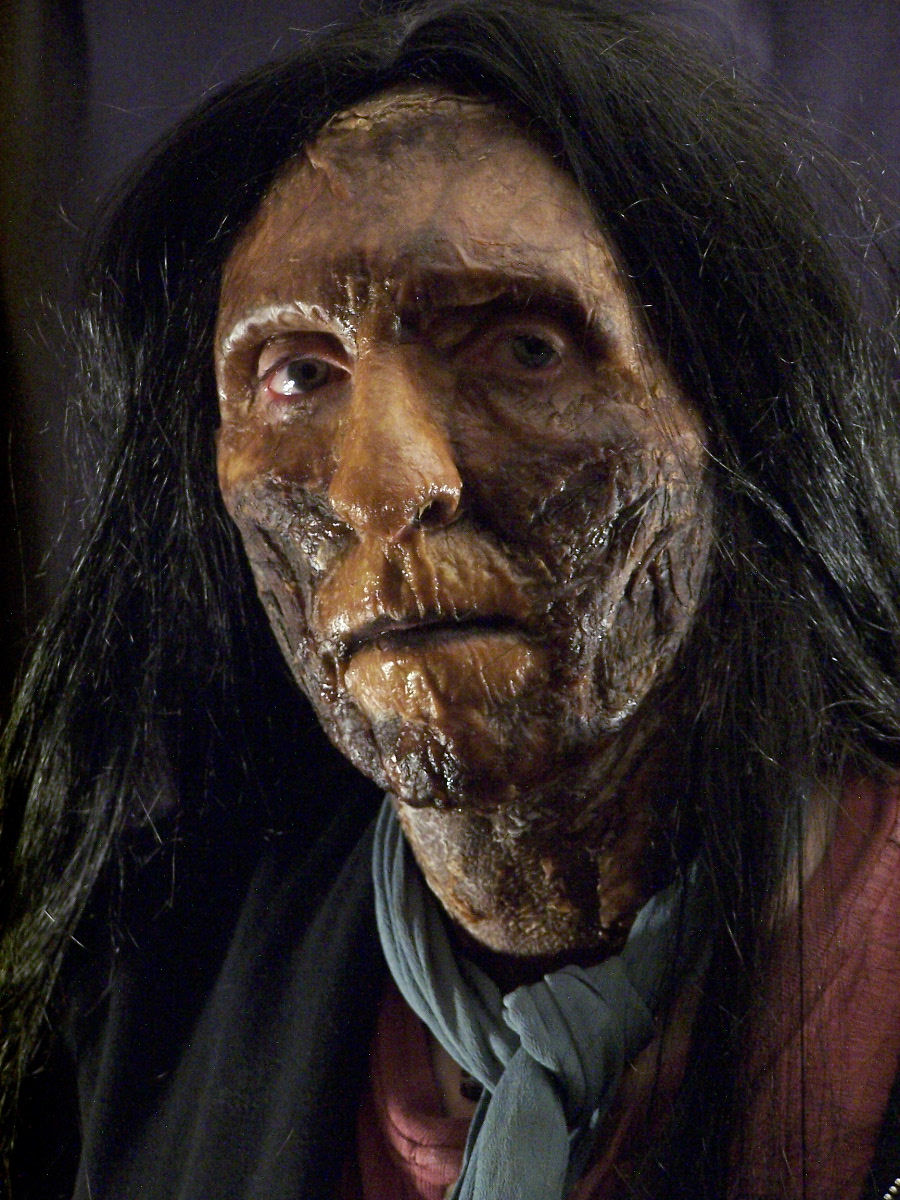
تصوير وحش فرانكشتاين باستخدام المكياج الاصطناعي.

تدور أحداث الرواية عن طالب ذكي اسمه فيكتور فرانكنشتاين يكتشف في جامعة ركنسبورك الألمانية طريقة يستطيع بمقتضاها بعث الحياة في المادة. يبدأ فرانكنشتاين بخلق مخلوق هائل الحجم ولكنه يرتكب خطأ فيكتشف أن مخلوقه غاية في القبح، وقبل أن تدب الحياة فيه ببرهة يهرب من مختبر الجامعة. يعود بعد ذلك مع صديقه هنري الذي جاء لزيارته إلى المختبر ولكنهما لا يجدا ذلك المسخ الهائل. تستمر أحداث القصة بحادثة قتل أخ فيكتور من قبل ذلك المسخ ثم بتهمة باطلة تعدم على أثرها الخادمة. فرانكنشتاين يعلم أن مسخه هو المسؤول عن هذه الأحداث. بعدها يأتيه المسخ ويطلب منه أن يصنع له امرأة لأنه يشعر بالوحدة بعد أن قام بخدمة عائلة فلاحية خفية وتعلم منهم القراءة والكتابة ولكن العائلة فزعت منه وضربته عندما ظهر لهم. يبرر المسخ أفعاله في قتل الأخ أنه لم يقصد قتله وإنما أراد إسكات صراخه المتواصل بسبب الخوف. المسخ استدل على صانعه لأنه عثر على دفتر مذكراته في المختبر قبل أن يغادره وعندما تعلم القراءة والكتابة أستطاع أن يجده مرة أخرى، أي فرانكنشتاين. يوافق فرانكنشتاين على أن يخلق له امرأة ويذهب لهذا الغرض مع صديقه هنري إلى إسكتنلندا وقبل أن يتم خلق المرأة المسخ يخشى أنها ستكون شريرة مثل المسخ الذكر ويفكر في إنهما ربما أنجبا مسخاً شريرة جديدة، لذلك يدمر ما بدأه قبل لحظات من إتمامه له. وهنا يشعر المسخ الذي كان يراقب عمله بسرية بغضب هائل فيقوم بقتل صديق فرانكنشتاين أي هنري ويحاول قتل فرانكنشتاين نفسه إلا أن هذا يتمكن من الفرار. يعود فرانكنشتاين إلى بلدته ويتزوج ولكن المسخ يقتل زوجته في نفس ليلة العرس. يموت أب فرانكنشتاين حزنا من الأحداث الرهيبة التي قاستها العائلة. يقرر فرانكنشتاين البحث عن المسخ ليقتله ويذهب لأجل ذلك إلى القطب الجنوبي بعد أن أخذه، تتبع آثار المسخ إلى هناك. وهناك تعثر عليه سفينة مستكشفه فيقص عليهم حكايته في البحث عن المسخ. ولكن فرانكنشتاين يموت بعد وقت قصير ويأتي المسخ ليرى صانعه ميتا ويحاول أن يلقي نفسه في نار مشتعله كملجأ أخير بسبب شعوره بالعار بسبب كل ماحصل.

## مظهره
مظهر الوحش
| شعره | طوله    | لون جسمه             |
| ---- | ------- | -------------------- |
| أبيض | 8 أقدام | أصفر مائل إلى الأخضر |